# Luca
Luca je žensko osebno ime.

## Izvor imena
Ime Luca je različica imena Lucija.

## Pogostost imena
Po podatkih Statističnega urada Republike Slovenije je bilo na dan 31. decembra 2007 v Sloveniji število ženskih oseb z imenom Luca: 121.

## Osebni praznik
V koledarju je ime Luca skupaj z Lucijo; god praznuje 13. decembra.